# اتصال بریلیم
بریلیم (با نشان شیمیایی Be) سبکترین عنصر از دستهٔ فلزات سبک می‌باشد که در سال‌های گذشته آلیاژهای آن به دلیل سفتی (Stiffness) فوق‌العاده، گرمای ویژه و دمای ذوب بالا، کاربردهایی در صنایع مختلف پیدا کرده‌اند. با این حال عواملی همچون گران‌قیمت بودن، شکل‌پذیری پایین و سمی بودن برای برخی افراد، کاربردهای بریلیم را در صنعت همچنان محدود نگه داشته‌اند. اما در برخی از همین کاربردهای محدود، نیاز است تا چندین قطعهٔ بریلیمی به وسیلهٔ روش‌های مختلف مکانیکی و شیمیایی به یکدیگر متصل شوند. به همین دلیل روش‌های مختلفی برای اتصال قطعات بریلیمی اعم از جوشکاری، لحیم‌کاری، اتصالات مبتنی بر نفوذ و استفاده از چسبهای مختلف توسط دانشمندان گسترش یافته‌است. آلیاژهای بریلیم عموماً دارای شکل‌پذیری بسیار پایین و واکنش‌پذیری بالایی می‌باشند و به منظور بهبود شکل‌پذیری و کاهش تردی، همواره سعی می‌گردد تا ریزساختار آنها دارای اندازهٔ دانهٔ بسیار کوچکی باشد؛ بنابراین در اتصال قطعات بریلیمی نیاز به استفاده از تکنیک‌های خاص و کنترل ویژهٔ فرایند می‌باشد. به همین دلیل روش‌های جوشکاری بریلیم محدود بوده و در عوض، روش‌های دماپایین مثل استفاده از چسب، لحیم‌کاری و اتصالات حالت جامد بیشتر مورد توجه قرار می‌گیرند.

### جوشکاری ذوبی
بریلیم میل ترکیبی بالایی با اکسیژن دارد و اکسیدهای پایداری را تشکیل می‌دهد و با هیچ فرآیندی که در آن از شارها (fluxes) استفاده می‌شود یا در جایی که فلز داغ شده در معرض جو قرار می‌گیرد، جوش داده نمی‌شود. بریلیم همچنین با نیتروژن اتمسفر واکنش نشان می‌دهد و نیتریدها را در سطح فلز تشکیل می‌دهد. هم لایهٔ چسبندهٔ قوی اکسیدی و هم سطح نیترید شده بر روی فلز، باعث ایجاد اختلال در عملیات‌های جوشکاری و لحیم‌کاری آلیاژهای این عنصر می‌شوند.

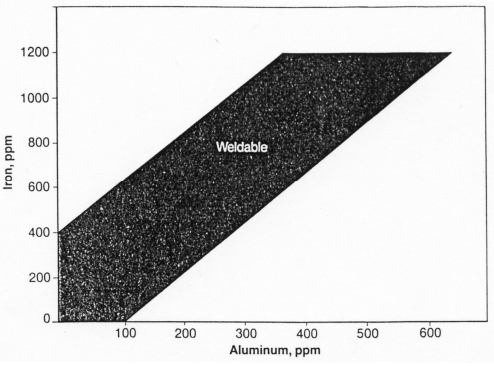
میزان مجاز آلومینیوم و آهن موجود در آلیاژهای بریلیم برای ایجاد یک جوش خوب

رایج‌ترین مشکلات مرتبط با جوش ذوبی بریلیم، حساسیت به ترک خوردگی و کنترل اندازه دانه در فلز جوش و در ناحیه متأثر از حرارت (HAZ) است. در جوشکاری ذوبی بریلیم معمولاً سه نوع ترک ایجاد می‌شود: ترک داغ، ترک ناشی از عیوب، و ترک ناشی از تنش‌های حرارتی. آلومینیوم در آلیاژهای بریلیم به عنوان یک ناخالصی محسوب شده و ترک‌خوردگی داغ در درجهٔ اول به دلیل ایجاد یک لایهٔ غنی از آلومینیوم با نقطه ذوب پایین در ناحیهٔ جوش ایجاد می‌شود؛ بنابراین روش جوشکاری باید به نحوی انتخاب شود که از تشکیل هرکدام از ترک‌های ذکر شده پیشگیری شود. محصولات مختلف از آلیاژهای بریلیم با منابع پودری متفاوت، روش‌های تثبیت و مراحل پردازش خاصی ساخته می‌شوند. این محصولات مختلف دارای آنالیز شیمیایی متفاوت، ریزساختارهای مختلف، درجات مختلف ناهمسانگردی و خواص مکانیکی متفاوت خواهند بود. به دلیل شکل‌پذیری کششی نسبتاً کم (۱ تا ۶ درصد) همهٔ این محصولات، تغییرات جزئی در این عوامل بر جوش‌پذیری بریلیم تأثیر می‌گذارد.
جوشکاری ذوبی بریلیم به روش‌هایی محدود می‌شود که در آنها یا از خلاء استفاده شده یا منطقهٔ جوشکاری به صورت کامل از محیط پیرامون و جو محافظت می‌شود. عملیات جوشکاری باید طوری طراحی شود که در آن گرمای ورودی، تنش‌های حرارتی، رشد دانه‌ها و غلظت عیوب جوش به حداقل برسد. فرآیندی که کوچکترین ناحیه جوش را ایجاد می‌کند، معمولاً بهترین نتایج را ارائه می‌دهد. دو روش متداول مورد استفاده برای جوشکاری ذوبی بریلیم عبارتند از: قوس گاز تنگستن (GTA) که به نام (TIG) نیز شناخته می‌شود و فرآیندهای پرتو الکترونی (EB). بریلیم را می‌توان با جوشکاری قوسی با گاز محافظ فلزی (GMAW) که به عنوان (MIG) نیز شناخته می‌شود و با جوشکاری با فشار قوس گازی فلزی (PGMA) جوش داد. از این دو، PGMA ترجیح داده می‌شود. با این حال، هر دو روش ورودی گرمای بالاتری نسبت به GTA یا EB تولید می‌کنند. فشار مورد استفاده در روش PGMA مزایایی همچون کاهش تخلخل و کاهش قطر ستون قوس را به ارمغان می‌آورد. فرایند GMAW به فیلر آلومینیوم-سیلیکون نیاز داشته و همچنین نیاز به تمیز کردن دقیق و همگنی شیمیایی خوب بریلیم دارد.
فرایند جوشکاری پرتوی الکترونی (EBW) جوش‌هایی با نسبت عمق به عرض بالا (۱۰:۱ تا ۳۰:۱) و ناحیه تحت تأثیر حرارت (HAZ) باریک تولید می‌کند. دو طرف خط جوش تقریباً موازی هستند. ناحیه ذوب باریک و گرمای ورودی نسبتاً کم بوجود آمده با فرایند EBW منجر به کاهش تنش حرارتی و اعوجاج آلیاژ می‌شود و در نتیجه تمایل به ترک‌خوردگی را کاهش می‌دهد. همچنین، این روش امکان جوشکاری قطعاتی که قبلاً ماشینکاری شده‌اند را بدون نیاز به ماشینکاری و تنظیم سایز مجدد می‌دهد. علاوه بر این، نسبت عمق به عرض بالا اغلب امکان جوشکاری تک پاس را فراهم می‌کند که منجر به کاهش هرچه بیشتر سایز ناحیه تحت تأثیر حرارت می‌شود.

### لحیم‌کاری سخت (Brazing)
لحیم‌کاری سخت یک فرایند اقتصادی جذاب برای تولید پیوندهای متالورژیکی با استحکام بالا است که در آن خواص فلز پایه حفظ می‌شود. از مزایای استفاده از لحیم‌کاری بریلیم نسبت به جوشکاری ذوبی می‌توان به موارد زیر اشاره کرد:
- دمای کمتر،
- به حداقل رساندن یا حذف اعوجاج و تاب برداشتن فلز پایه،
- افزایش سرعت اتصال،
- نرخ تولید بالاتر هنگام لحیم‌کاریِ همزمان تعدادی از قطعات،
- کاهش اثرات انبساط، انقباض و اعوجاج،
- کاهش تنش‌های پسماند و
- مقرون به صرفه تر.

بریلیم به سرعت با اکسیژن واکنش داده و اکسیدهای بسیار پایداری را تشکیل می‌دهد. این عنصر در دماهای بالا برای اکسیژن، نیتروژن و هیدروژن حلالیت زیادی دارد. مقادیر کم هر یک از این عناصر منجر به افزایش سختی، حساسیت به سوراخ و شکنندگی می‌شود. علاوه بر این، سطوح اکسید شده و نیترید شده، ترشوندگی و سیالیت فلزات پرکنندهٔ لحیم‌کاری را مختل می‌کنند. برای جلوگیری از این مشکلات در هنگام لحیم کاری بریلیم، باید از قرار گرفتن سطوح قطعاتی که قرار است لحیم‌کاری شوند در معرض هوا در هنگام گرم شدن جلوگیری کرد؛ بنابراین، بریلیم باید در خلاء یا در یک گاز بی‌اثر با خلوص بالا لحیم‌کاری شود. لحیم‌کاری القایی و کوره‌ای در گاز بی‌اثر یا خلاء می‌تواند با موفقیت به کار گرفته شود. در صورت دسترسی نداشتن به خلاء، محیط گاز آرگون یا هلیوم توصیه می‌شود. لحیم‌کاری مشعلی عموماً نباید برای بریلیم استفاده شود، زیرا این روش دشوار بوده و نیاز به اقدامات احتیاطی و تکنیک‌های خاصی دارد. لحیم‌کاری القایی برای قطعات کوچک و متقارن ترجیح داده می‌شود، زیرا سرعت اجرای این عملیات، واکنش بین فلز پرکننده و فلز پایه را به حداقل می‌رساند. لحیم‌کاری کوره برای قطعات بزرگ ترجیح داده می‌شود، زیرا یکنواختی در دمای مورد نیاز در طول چرخهٔ گرمایش و سرمایش به راحتی قابل کنترل است. به‌طور کلی، برای لحیم‌کاری بریلیم محیط خلاء ترجیح داده می‌شود. برای به حداقل رساندن تشکیل مواد بین فلزی بین بریلیم و عناصر لحیم، زمان گرمایش، نگهداری و سرد شدن بسیار کوتاه توصیه می‌شود.

### لحیم‌کاری نرم (Soldering)
کاربردهای معمول لحیم‌کاری نرم در بریلیم شامل مواردی است که نیاز به رسانایی الکتریکی بالا با تنش‌های کم، کاربردهای در دمای پایین که استفاده از مواد غیرفلزی به عنوان چسب در آنها مجاز نیستند و کاربردهای ولتاژ بالا می‌باشند. لحیم‌کاری نرم بریلیم با سولدرهای بر پایه ایندیم انجام می‌پذیرد. علاوه بر اتصال بریلیم به بریلیم، با استفاده از این روش می‌توان قطعات بریلیمی را به قطعات مسی نیز اتصال داد.

### اتصال حالت جامد

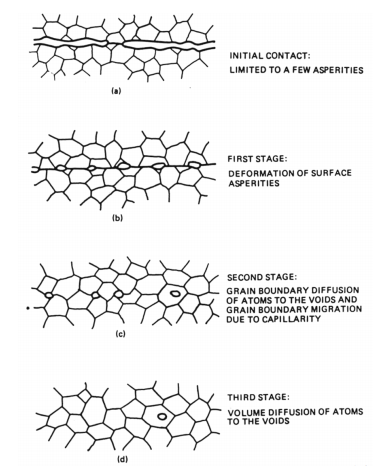
شماتیک مراحل تشکیل اتصال حالت جامد

اتصال حالت جامد (Solid-state bonding) یک اصطلاح عمومی است و شامل فرآیندهایی می‌شود که مرتبط با نفوذ اتمی، فشار و تغییر شکل در دماهای مختلف هستند، ولی در هیچ‌کدام از این فرایندها ذوب فلز اتفاق نمی‌افتد. اتصال حالت جامد بریلیم معمولاً در بین دماهای ۲۰۰ تا ۸۰۰ درجهٔ سانتیگراد تحت فشار مناسب و در مدت زمان‌های مختلف انجام می‌شود. دمای بیش از ۱۰۰۰ درجهٔ سانتیگراد می‌تواند موجب درشت شدن اندازهٔ دانه‌های فلز پایه و از دست رفتن خواص مکانیکی آن شود. فشار و زمان انجام عملیات نیز با توجه به آلیاژهای مختلف، شکل هندسی و ابعاد قطعات بریلیمی می‌تواند به ترتیب از ۷ تا ۱۳۸ مگاپاسکال و ۱ تا ۶ ساعت تغییر کند. تحقیقات جدید نشان می‌دهند که با استفاده از یک لایهٔ میانی از جنس فلزاتی همچون نقره، می‌توان قطعات بریلیمی را با روش‌های اتصال در حالت جامد به آلیاژهای فلزاتی همچون مس متصل نمود.

### استفاده از چسب‌ها
امروزه از چسبهای مختلفی برای اتصال قطعات بریلیمی استفاده می‌شود. در این روش معمولاً پس از پاکسازی دقیق سطح قطعات، محل اتصال را با چسب آغشته کرده و دو قطعه را بر روی هم قرار می‌دهند. سپس با توجه به نوع چسب، محل اتصال را تحت فشار و دمای مخصوصی برای یک مدت زمان معلوم نگهداری می‌کنند تا اتصال شکل بگیرد.